# كلية لامبث
كلية لامبث (بالإنجليزية: Lambeth College)‏؛ كلية للتعليم الإضافي في المنطقة الإدارية بالامبيث في لندن. تأسست في عام 1992 من خلال اندماج ثلاث كليات سابقة هي، كلية فوكسهول، كلية بريكستون للتعليم الإضافي، وكلية جنوب لندن.
تخدم الكلية ما يقل قليلًا عن 10 آلاف طالب في حرميها الجامعيين في قريتي كلافام وبريكستون. تسعى الكلية إلى افتتاح حرم جامعي جديد في حي فوكسهول حيث سيتخصص هذا الموقع الثالث في توفير أقسام العلوم والتكنولوجيا والهندسة والفنون والرياضيات. الموقعان العاملان حاليا هما: كلافام وهو موقعها الرئيسي، وفي بريكستون. انضمت كلية لامبيث إلى مجموعة جامعة لندن ساوث بانك (LSBU) في 31 يناير 2019، وأصبحت واحدة من ثلاثة كليات وطنيين فقط تم تصميمهم للجمع بين التعليم العالي والتعليم الإضافي. وكجزء من مجموعة جامعة لندن ساوث بانك، تقوم الكلية ببناء نموذج تعليمي محلي يحتوي على التعلم التقني والتطبيقي في صميم فلسفتها التعليمية.
صرح مكتب معاير التربية والتعليم أوفستيد خلال الفحص الذي أجراها عام 2015، أن «المتعلمين يحرزون تقدمًا جيدًا في تطوير مهاراتهم ومعرفتهم المهنية والمهنية. وتقدم الغالبية العظمى إلى المرحلة التالية من تدريبهم أو إلى التوظيف يدل على مما تنجزه الكلية».
في الفحص الكامل السابق في عام 2012، منح أوفستيد كلية لامبيث درجة 4 (التي تم تعريفها على أنها «غير ملائم»). في زيارة مراقبة لإعادة التفتيش في العام نفسه، خلص مكتب أوفستيد إلى أن الكلية حققت «تقدمًا معقولًا» في المناطق التي تم استكشافها خلال الزيارة، مع «التقييم الذاتي وتخطيط التحسين» الذي أحرز يعد «تقدمًا كبيرًا». في فحص التعلم والمهارات بالكلية في عام 2013، منح أوفستيد الكلية درجة 3 (التي تم تعريفها على أنها «تتطلب التحسين»).
خضعت الكلية لعملية إصلاح شاملة في عام 2012، وأصبحت كلية تركز على قابلية التوظيف مع إعطاء الأولوية لإيجاد فرص عمل للطلاب لامبيث.
في 3 يونيو 2014، بدأ أعضاء اتحاد الجامعات والكليات (UCU) في كلية لامبيث إضرابًا غير محدد المدة بسبب خطط الإدارة لتقديم عقد جديد للموظفين الذين ينضمون بعد 1 أبريل 2014. ادعى أعضاء UCU أن العقد الجديد سيتركهم مع أعباء عمل أكبر، ولكن أجور مرضية أقل وإجازات أقل. وإضافة إلى الخلاف على العقود، ادعى النشطاء خطأً أن هناك خططًا لإغلاق مركز بريكستون بشكل دائم عندما يتم التخطيط لإعادة البناء. وسيتم تقاسم الموقع بريكستون جديد مع موقعين جديدن أحدهما المدارس المجانية التي تم افتتحها في سبتمبر عام 2014. حيث قامت الكلية ببيع الأرض إلى وزارة التعليم لتقليل الديون والتي تم إنشاؤها بسبب إعادة تطوير موقع كلافام في عام 2012 ليشمل صالون تجميل وهمي ومطعم وهمي وحمام سباحة.
من بين أنصار المهاجمين الكاتب نيل تينانت والمخرج كين لوتش. في 9 يوليو 2014 عاد الموظفون المضربون إلى العمل على الرغم من عدم تسوية النزاع. كان هذا بسبب دعوى قضائية اتخذتها إدارة الكلية ضد المضربين، وحكمت بأن الإضراب ليس لديه أسباب قانونية للاستمرار إلى أجل غير مسمى.

## الدورات
تقدم الكلية دورات في العديد من المواد. كما تُقدّم شهادات عامة للتعليم الثانوي، التي يُشار إليها اختصارًا: GCSE، وهي مؤهل في اللغة الإنجليزية والرياضيات للطلاب الذين يفتقرون إلى هذه المؤهلات أو يرغبون في استعادتها.

## روابط خارجية
- موقع ويب كلية لامبث